# 角田龍平
角田 龍平（すみだ りゅうへい、1976年12月16日 - ）は、日本の弁護士（登録番号 37624 京都弁護士会）、俳優、タレント、元漫才師。京都府宇治市出身。宇治市立伊勢田小学校、洛星中学校・高等学校、立命館大学法学部法律学科政治行政コース卒。弁護士としては角田龍平の法律事務所で活動し、タレントとしてはタイタンに所属していたが、2015年限りで事務所から離れ、現在は吉本興業に文化人枠として所属している。175cm。77.5kg(2022年8月計測)。

## 経歴
角田家第二子として出生、実兄がいる。次男龍平4歳時の陰茎に何らかの危惧を感じた実母により包茎切除手術を受けさせる。高校で土井大輔（京都大学iPS細胞研究所特定助教）とコンビを組む。高校2年の終わり、関西テレビのバラエティ番組『紳助の人間マンダラ』の若手漫才師を育成する企画「オール巨人の漫才道場」へ応募。番組で出合った相方と漫才コンビ「おおかみ少年」を結成し、結成4か月後に出場した今宮子供えびすマンザイ新人コンクールで福笑い大賞を受賞した（このときは海原やすよ ともこも出場）。高校の成績は260人中240位で、高校卒業後、第一志望の京都大学経済学部ではなく、漫才の一芸入試で立命館大学法学部に入学すると同時にオール巨人の付き人をしていたが、オール阪神・巨人がレギュラー出演していたNHK大阪放送局『バラエティー生活笑百科』の収録スタジオで「笑福亭仁鶴にも上沼恵美子にも阪神・巨人にもなれないが、回答者の弁護士にはなれる」と思い立ち、芸人を廃業し、弁護士を目指す。
その後、司法試験に落ち続けたが、10年間の猛勉強の末、2006年に9回目の受験で旧司法試験に合格。2008年9月に弁護士登録し、大阪弁護士会に所属。弁護士・大阪府知事（当時）の橋下徹が代表を務める橋下綜合法律事務所に入所する。2011年1月、大阪府大阪市北区西天満にて司法書士の妻とともに「角田龍平の法律事務所」を開設し独立。事務所開きに当たっては女優・タレントの西田ひかるから開設祝いの花が贈られた。
2018年4月、京都弁護士会に登録替え。京都市左京区に事務所を構え、弁護士として民事・刑事を問わず数多くの事件を担当している 。
2008年に『オールナイトニッポンパーソナリティーオーディション』でグランプリを受賞し、2009年1月から1年間『角田龍平のオールナイトニッポンR』のパーソナリティーを務めた。
2017年10月から、『角田龍平の蛤御門のヘン』（KBS京都ラジオ）がスタート。全国のradikoリスナーから広く支持されている。
2022年7月には、『ラジオと憲法』（三才ブックス）を上梓した。

## 人物
大のプロレスファンでファン歴は30年以上。自身のラジオ番組『角田龍平のオールナイトニッポンR』にゲストとして棚橋弘至が登場した際はプロレス談義で盛り上がった。なお、棚橋とは立命館大学法学部時代の同級生であり、お互いに君づけで呼び合っている。知恩院で猪木と握手し、猪木の言葉「迷わず行けよ」に従い大学院入試出願をしなかった。
牧野克彦は小学校の同級生。中学ではサッカー部に所属、ポジションはサイドバック。
芸人との親交も深く、バッファロー吾郎Aや兵動大樹・ティーアップ長谷川宏らと不定期でトークライブを開催している。
2010年12月12日、結婚。TBSの『サンデージャポン』の番組内で結婚を発表。義父は東映映画監督の土橋亨（どばし とおる）。2017年4月6日、長女が生まれる。義兄がいる。

## 弁論主義について
司法修習生時代に大阪地方裁判所にて貸金返金請求訴訟の法廷を見学した。その事件内容は「男性（原告・キャバクラ客）が女性（被告・キャバクラホステス）に対し“貢いだ金を返せ”」というものであった。原告主張は「貸付金なので返済せよ」であり、被告主張は「贈与なので返済義務はない」であり、真っ向から対立していた。開廷前に担当教官（裁判官）から「この事件をどう思うか」と問われて、角田は以下のように回答した。
「原告被告はこのように主張していますが、これは逆だと思います。男が女に金を貸すときは格好つけて“この金は返さなくていいから。あげる物やから返さなくていい！”と金を渡し、女は“貰うなんて出来ません。必ず返します”と言って受け取った、と。これが事実だと思います。大体こんなもんです」
すると回答を聞いた担当教官は激怒し
「君は民事訴訟における“弁論主義の原則”も理解していないのか！ 原告被告ともそんな主張は一切しておらん！ だから君は司法試験に何回も落ちるんだ！」
と説教された。ところが開廷し、双方の反対尋問が始まると角田の見立てどおりの展開となった。その途端、担当教官の裁判官は角田の顔をまじまじと見つめながら
「角田君、君の言ったとおりだ。君は世間というものをよくわかっているね」
と、手のひら返しで感心した。
この貸金返還請求事件と弁論主義については以下のポッドキャストにおける発言である。
KBS京都ラジオ番組「角田龍平の蛤御門のヘン」
ポッドキャスト版「2/28 杉作J太郎版・君たちはどう生きるか（前半）」にて。
URLは https://www.kbs-kyoto.co.jp/radio/hen/2018/03/hen_079436.htm
同じくポッドキャスト版「1/24 茶人、角田龍平」にて。
URLは https://www.kbs-kyoto.co.jp/radio/hen/2019/01/hen_086940.htm
および
ニッポン放送番組「角田龍平のオールナイトニッポンポッドキャスト #20」
URLは https://omny.fm/shows/jolf/020?in_playlist=jolf!bengoshi

## 出演

### テレビ
- サンデージャポン（TBSテレビ、2009年4月 - 2011年6月）[2] - 元準レギュラー、別名・青空勝訴
- サカスさん（TBSテレビ、2009年4月3日 - 9月24日）- 木曜レギュラー[注 2]
- かんさい情報ネットten.（読売テレビ、2009年4月 - ）- 準レギュラー
- 情報ライブ ミヤネ屋（読売テレビ、2016年9月 - ）- 準レギュラー
- 八千代ライブ（新潟総合テレビ、2017年4月 - ）- 準レギュラー
- 特盛!よしもと 今田・八光のおしゃべりジャングル（読売テレビ、2018年3月 - 2021年3月）- 準レギュラー
- 日曜劇場 グッドワイフ（TBSテレビ、第9話：2019年3月10日）[1] - 面接官2 役（番組では3秒ほどの出演で、これ以降は自身を「俳優で弁護士の角田龍平です」と名乗ることがある[1]。）
- 週末ライブ キモイリ!（KBS京都、2019年4月 - 2022年7月） - 準レギュラー、「弁護士 角田龍平のそれってどやねん!?」のコーナーも担当
- SUNNY TIME（KBS京都、2022年8月 - ） - 準レギュラー、「弁護士 角田龍平のそれってどやねん!?」のコーナーも担当

### ラジオ
- 角田龍平のオールナイトニッポンR（ニッポン放送、2009年1月10日 - 同年12月26日）[2]
- 角田龍平のオールナイトニッポンポッドキャスト[13]（ニッポン放送、2010年10月25日 - ）
- チキチキ・遠藤 Nami乗りジョニー（KBS京都、2014年4月 - 2025年3月） ‐ 第2水曜日番組内コーナー「今すぐ言いたーい!京都B級裁判所、略してKBS!」に出演
- 棚橋弘至のカウント2.99（ABCラジオ、2016年2月6日）[14][注 3]
- しゃべる弁護士・角田龍平の 2016年“3分の1”勝手に総決算!（ニッポン放送、2016年5月3日）[注 3]
- 弁護士芸人・角田龍平のクリスマスのケツロン（ABCラジオ、2016年12月26日）[注 3]
- 角田龍平のウソみたいなホントの話（ABCラジオ、2017年4月1日・4月2日）[注 3]
- 北野誠のズバリ（CBCラジオ、2017年4月 - ）- 金曜日番組内コーナー「角田龍平のズバリ法律相談室」に出演（なお、『北野誠のズバリ』の1コーナー「マコシュラン」を、『角田龍平の蛤御門のヘン』主催でリスナー参加型の飲み会「スミシュラン」としてオマージュしている[15]。）
- 角田龍平の蛤御門のヘン（KBS京都、2017年10月4日 - ）[1][16]
- ウラのウラまで浦川です（ABCラジオ、2023年3月29日 - ）

## 関連人物
- オール巨人（芸人活動時の元師匠） - 一般には芸に厳格で弟子にも厳しいというイメージが定着しているが、弟子時代の角田本人は気さくな師匠だったと述懐しており、いまだに生涯の師匠として尊敬と感謝の念を露わにしている。
- 北野誠 - ABCラジオ『誠のサイキック青年団』の愛聴者で角田が芸人を目指すきっかけとなった番組であり、ラジオパーソナリティとしての北野と竹内義和の2人を尊敬した[1]。北野とはトークショーで[17]、北野と竹内の2人とは『角田龍平の蛤御門のヘン』で共演している（2019年8月7日放送分）[15]。
- 影山貴彦
- 爆笑問題
- 八代英輝
- 橋下徹